# Kaija-Liisa Keskivitikka
Kaija-Liisa Keskivitikka (* 11. November 1945 in Rovaniemi) ist eine ehemalige finnische Eisschnellläuferin.

## Werdegang
Keskivitikka, die für den Lapin Lukko aus Rovaniemi und für den HTL aus Helsinki startete, nahm von 1963 bis 1970 an internationalen Wettbewerben teil. Dabei belegte sie in der Saison 1963/64 bei der Mehrkampfweltmeisterschaft 1964 in Kristinehamn den  21. Platz im Mini-Mehrkampf und bei den Olympischen Winterspielen 1964 in Innsbruck den 16. Platz über 500 m, den zehnten Rang über 3000 m sowie jeweils den achten Platz über 1000 m und 1500 m. In den folgenden Jahren kam sie bei der Mehrkampfweltmeisterschaft 1965 in Oulu auf den 16. Platz, bei der Mehrkampfweltmeisterschaft 1966 in Trondheim auf den 13. Rang und bei der Mehrkampfweltmeisterschaft 1967 in Deventer auf den 14. Platz im Mini-Mehrkampf. In der Saison 1967/68 lief sie bei der Mehrkampfweltmeisterschaft 1968 in Helsinki erneut auf den 14. Platz im Mini-Mehrkampf und bei den Olympischen Winterspielen 1968 in Grenoble auf den 18. Platz über 500 m, auf den achten Rang über 1000 m, auf den sechsten Platz über 1500 m sowie auf den vierten Platz über 3000 m. Dort errang sie im folgenden Jahr bei der Mehrkampfweltmeisterschaft den 13. Platz im Mini-Mehrkampf. Letztmals international startete sie bei der Mehrkampfeuropameisterschaft 1970 in Heerenveen, wobei sie im Mini-Mehrkampf auf den 15. Platz lief. Bei finnischen Meisterschaften wurde sie sechsmal Zweite (1963–1968) und einmal Dritte (1970).

## Erfolge

### Olympische Spiele
- 1964 Innsbruck: 8. Platz 1000 m, 8. Platz 1500 m, 10. Platz 3000 m, 16. Platz 500 m
- 1968 Grenoble: 4. Platz 3000 m, 6. Platz 1500 m, 8. Platz 1000 m, 18. Platz 500 m

### Mehrkampf-Weltmeisterschaften
- 1964 Kristinehamn: 21. Platz Mini-Mehrkampf
- 1965 Oulu: 16. Platz Mini-Mehrkampf
- 1966 Trondheim: 13. Platz Mini-Mehrkampf
- 1967 Deventer: 14. Platz Mini-Mehrkampf
- 1968 Helsinki: 14. Platz Mini-Mehrkampf
- 1969 Grenoble: 13. Platz Mini-Mehrkampf

### Mehrkampf-Europameisterschaften
- 1970 Heerenveen: 15. Platz Mini-Mehrkampf

## Persönliche Bestzeiten
| Disziplin | Zeit       | Datum            | Ort      |
| --------- | ---------- | ---------------- | -------- |
| 500 m     | 47,4 s     | 18. Januar 1969  | Karstula |
| 1000 m    | 1:34,1 min | 1. Februar 1969  | Grenoble |
| 1500 m    | 2:25,8 min | 10. Februar 1968 | Grenoble |
| 3000 m    | 5:03,9 min | 12. Februar 1968 | Grenoble |